# Črepinje
Črepinje oz. ostrakoni (grško ὄστρακον ostrakon, množina ὄστρακα ostraka) so med najpogostejšimi epigrafskimi najdbami iz obdobja Starega veka.
Večinoma gre za črepinje lončevine, na katerih so ohranjeni fragmenti besedil. Med najpomembnejše zbirke spadajo črepinje iz bližnjevzhodnega območja, med njimi izstopajo Samarijski ostrakoni.